# Cyclonale circulatie

Cyclonale circulatie rond de lagedrukgebieden en anticyclonale circulatie rond de hogedrukgebieden ten noorden en zuiden van de evenaar.

Cyclonale circulatie of beweging is een stroming in dezelfde richting als de draairichting van de aarde. Dit komt voor bij zowel wind als bij zeestromen.
Bij luchtstromingen is sprake van cyclonale circulatie bij een lagedrukgebied. Op het noordelijk halfrond is deze volgens de wet van Buys Ballot tegen de klok in, op het zuidelijk halfrond met de klok mee. Door het corioliseffect heeft de windrichting namelijk een afwijking naar het oosten. Op het noordelijk halfrond is dat een afwijking naar rechts en op het zuidelijk halfrond een afwijking naar links ten opzichte van de richting van de afname van de luchtdruk.
 De toestromende lucht moet in de kern van een lagedrukgebied naar boven stijgen, waarbij deze afkoelt. Hierbij ontstaat bij voldoende luchtvochtigheid bewolking en eventueel neerslag.